# كاني كلة
كاني كلة هي قرية في مقاطعة بيرانشهر، إيران. يقدر عدد سكانها بـ 97 نسمة بحسب إحصاء 2016.